# Eveline Widmer-Schlumpf
Eveline Widmer-Schlumpf (Felsberg, 16 marzo 1956) è una politica e avvocata svizzera.

## Biografia
Membra del Partito Borghese Democratico (PBD), avvocata e notaia grigionese, è stata dal 1998 fino a fine 2007 ministra delle finanze del Cantone dei Grigioni, prima donna a ricoprire questo ruolo; in seguito è stata anche presidente della Conferenza dei ministri cantonali delle finanze. In politica è considerata "figlia d'arte", dal momento che il padre Leon Schlumpf è stato un noto politico e, per 8 anni, anche consigliere federale.
Laureata a Zurigo nel 1981, ha conseguito il diploma di dottorato nel 1990; dal 1987 al 1998 lavora come avvocata, periodo durante il quale viene anche eletta magistrata presso la corte distrettuale di Trin (1985). Ha lasciato la carriera al momento dell'elezione nel Consiglio di Stato Grigionese.
Il 12 dicembre 2007, per iniziativa dei gruppi parlamentari socialista, democratico cristiano e verde, Widmer-Schlumpf venne candidata alla carica di consigliera federale (ministra del governo Svizzero) contro Christoph Blocher, leader e consigliere federale uscente dello stesso partito, l'Unione Democratica di Centro. La sua elezione, al secondo scrutinio, innescò una crisi politica: l'UDC ritirò l'appoggio all'altro suo ministro presente in governo, Samuel Schmid, escludendolo dal gruppo parlamentare, e minacciò di andare all'opposizione se Widmer-Schlumpf avesse accettato l'incarico. Seguendo l'esempio di Francis Matthey, che in analoghe circostanze nel 1993 chiese una settimana di tempo, si riservò di accettare senza partecipare alla cerimonia di giuramento. Tuttavia, al contrario di Matthey che rinunciò all'elezione, Widmer-Schlumpf accettò l'indomani, divenendo 110º consigliera federale della storia svizzera e venendo esclusa anch'ella dalla frazione parlamentare del suo partito.
Il 28 ottobre 2015 annuncia di non volersi ricandidare come consigliera federale. Al suo posto viene eletto il deputato UDC Guy Parmelin. Il 1º aprile 2017 viene nominata alla presidenza della Fondazione per la vecchiaia Pro Senectute.

## Pubblicazioni
- Voraussetzungen der Konzession bei Radio und Fernsehen. Dissertation. Helbing und Lichtenhahn, Basilea 1990, ISBN 3-7190-1157-7.